# 1988년 하계 올림픽 하키
제24회 하계 올림픽 하키 경기는 1988년 9월 18일부터 10월 1일까지 대한민국에서 열렸다.